# تابه‌بویا
تابه‌بوئیا (نام علمی: Tabebuia) یا درخت ترومپت یا درخت شیپوری  (به انگلیسی: trumpet trees) نام یک سرده از درختان تیرهٔ پیچ‌اناریان است. این گیاه در حدود ۱۰۰ گونه دارد و بومی شمال مکزیک، جنوب فلوریدا جنوب و شمال آرژانتین، شامل جزایر کارائیب، پورتوریکو، هیسپانیولا (جمهوری دومینیکن، هائیتی)، جامائیکا، ترینیداد و توباگو و کوبا است.
تابه‌بوئیا گل ملی کشور پاراگوئه است.

## نگارخانه

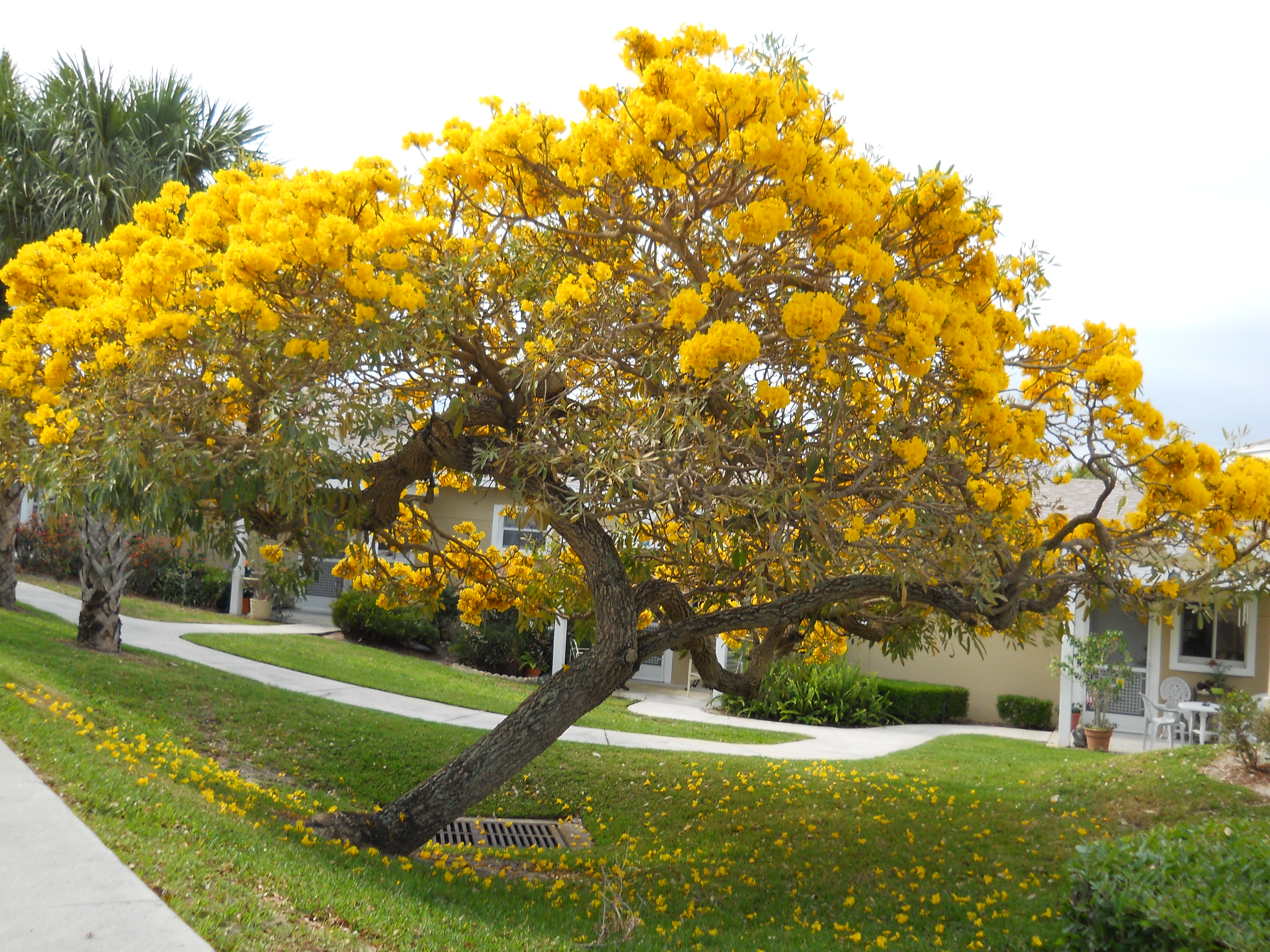
Caraiba "Tabebuia aurea"
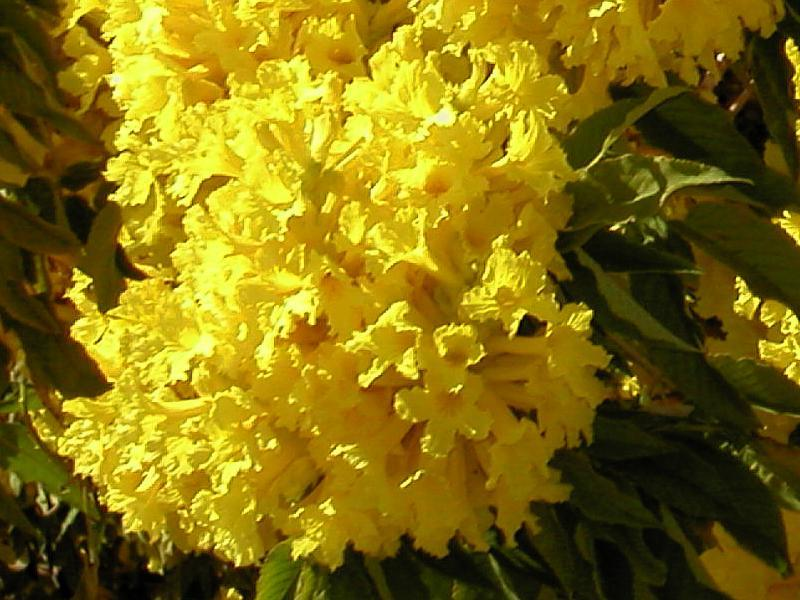
Araguaney Tabebuia chrysantha
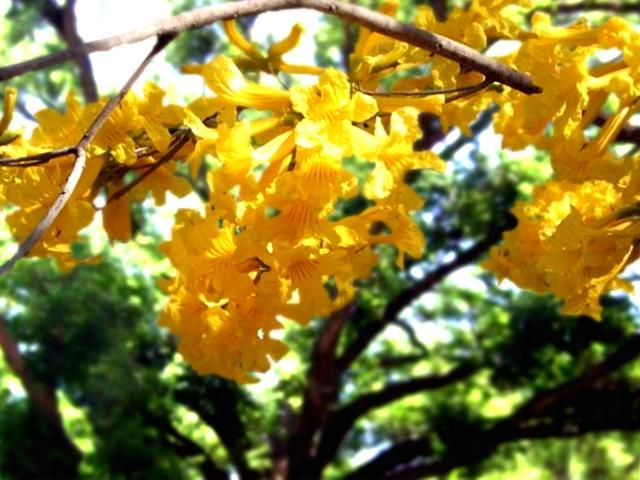
Golden Trumpet Tree تابه‌بویا کریستوریکا
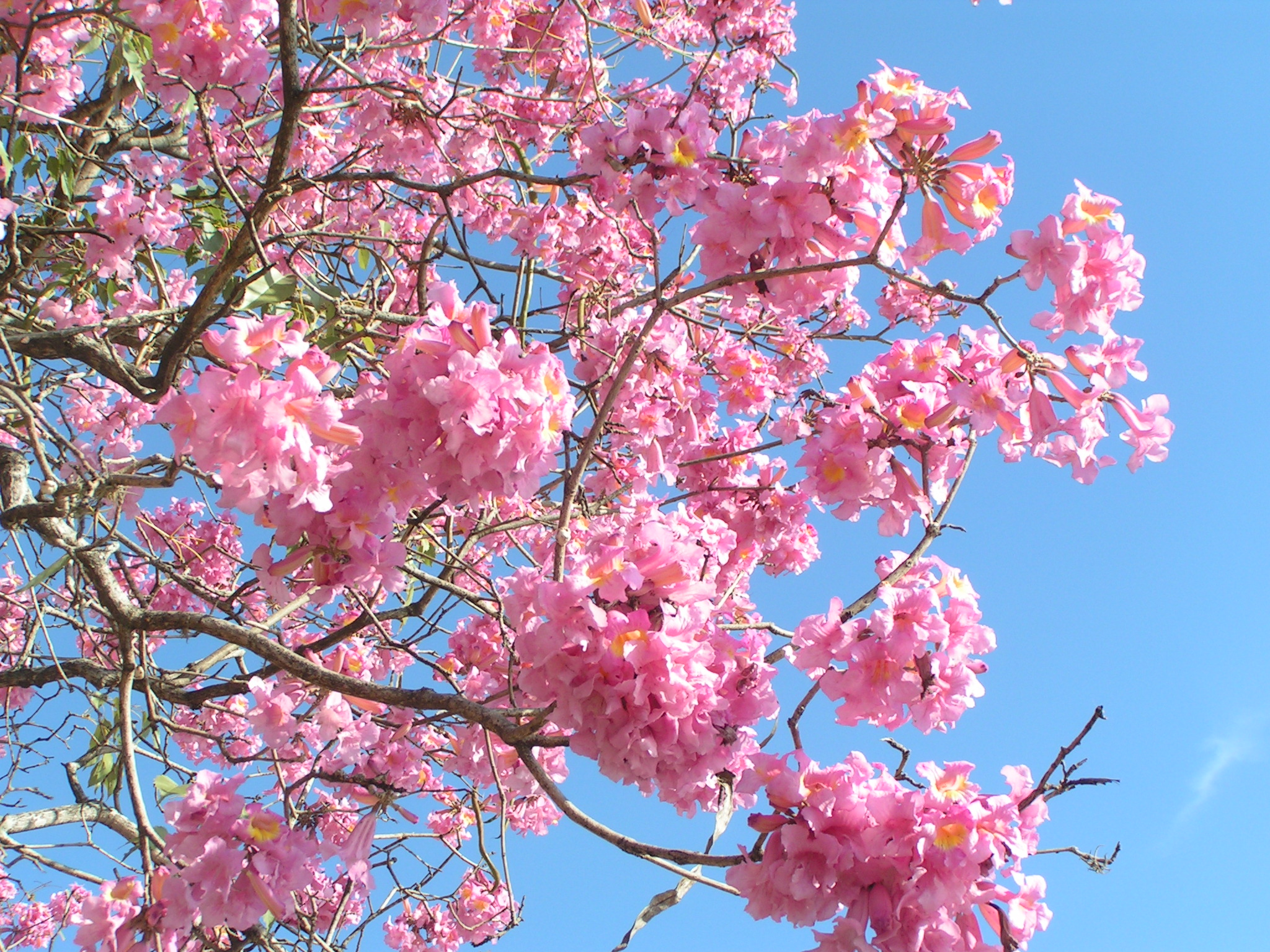
Pink Ipê تابه‌بویا ایمپتیگینوسا
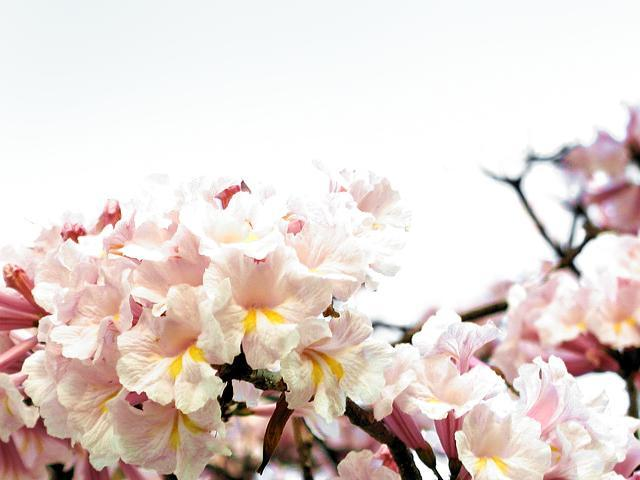
White Ipê Tabebuia roseo-alba
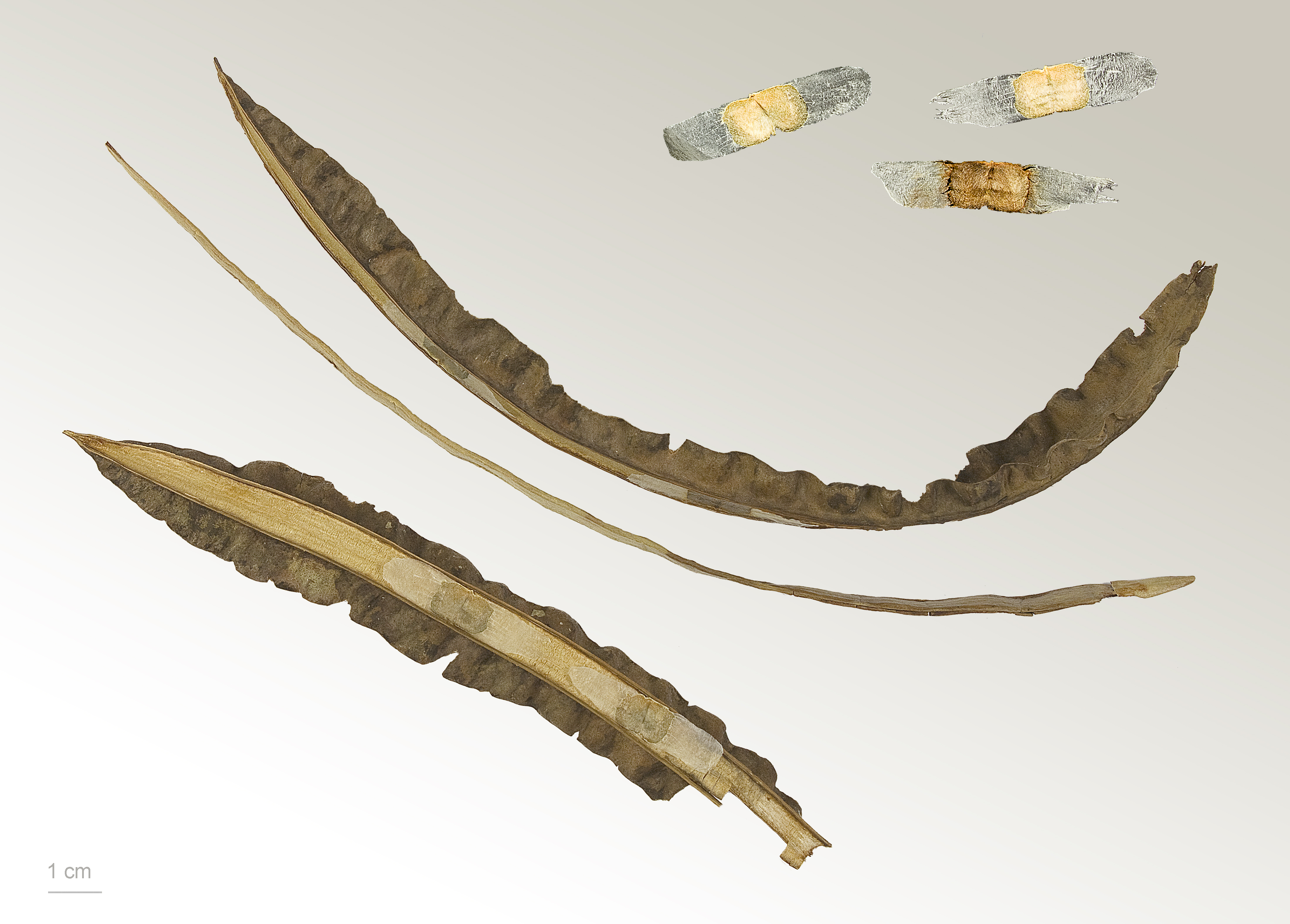
Tabebuia sp. - Museum specimen